# Michael Beale
Michael Beale (* 4. September 1980 in Bromley) ist ein englischer Fußballtrainer.

## Karriere

### Jugendspieler
Michael Beale wurde in Bromley, einem Stadtteil des gleichnamigen Stadtbezirks der englischen Hauptstadt London geboren. Seine Spielerkarriere begann Beale als Jugendspieler innerhalb von London bei Charlton Athletic. Nachdem er den Verein im Jahr 2001 verlassen hatte, spielte er in den Niederlanden beim FC Twente Enschede, bevor er im Alter von 20 Jahren seine aktive Karriere beendete.

### Trainer
Beales nächster Schritt im Fußball bestand darin, einen Teil des Geldes, das er als Jugendspieler verdient hatte, in die Gründung eines Futsal-Klubs für Kinder in seiner Heimatstadt Bromley im Süden Londons zu investieren. Während er hier Kinder trainierte, erregte er die Aufmerksamkeit von Neil Bath, dem Academy-Chef des FC Chelsea der ihm 2002 eine Rolle als Teilzeit-Jugendtrainer in ihrem Cobham Trainingszentrum anbot. Als Trainer der U7- und U9-Mannschaft von Chelsea arbeitete er mit den zukünftigen Premier-League-Fußballern Tammy Abraham und Dominic Solanke zusammen. Nach zehn Jahren als Jugendtrainer bei Chelsea nahm Beale im Jahr 2012 ein Angebot der „Youth Academy“ des FC Liverpool an. Zunächst war er Trainer der U16, bevor er Co-Trainer und danach Cheftrainer der U23 wurde. In dieser Rolle arbeitete Beale zum ersten Mal mit Steven Gerrard zusammen, der zu dieser Zeit die Liverpooler U18 trainierte.
Im Januar 2017 wurde Beale Co-Trainer von Rogério Ceni beim brasilianischen FC São Paulo, wo er auch Portugiesisch lernte. Sechs Monate später wurde Ceni jedoch nach einer Reihe schlechter Ergebnisse entlassen. Noch im selben Jahr kehrte Beale zurück in die Jugendabteilung von Liverpool, für die er nun als Nachwuchs-Cheftrainer fungierte.
Im Juni 2018 wurde Beale von Steven Gerrard kontaktiert, um sein Assistent bei den Glasgow Rangers zu werden. In drei Jahren in Schottland unter Gerrard, Beale und Gary McAllister gewannen die Rangers ihren ersten schottischen Meistertitel seit zehn Jahren, und verhinderten, dass der Stadtrivale Celtic zehnmal in Folge gewann.
Im November 2021 wechselte Gerrard nach der Entlassung von Dean Smith zu Aston Villa. Beale und McAllister folgten ihm daraufhin während er laufenden Saison zum Premier League Verein aus Birmingham.
Wenige Monate später wurde Beale zum ersten Mal in seiner Laufbahn Cheftrainer einer Profimannschaft, als er im Juni 2022 beim englischen Zweitligisten Queens Park Rangers unterschrieb.
Im November 2022 wurde Beale neuer Cheftrainer der Glasgow Rangers, nachdem Giovanni van Bronckhorst entlassen worden war. Beale hatte einen erfolgreichen Start in seine Trainerkarriere bei den Rangers und gewann seine ersten vier Spiele als Trainer, woraufhin er im Dezember zum Scottish Premiership Manager of the Month ernannt wurde. Die Saison 2022/23 wurde ohne das gewinnen einer Trophäe beendet. Beale wurde am 1. Oktober 2023 nach drei Niederlagen in den ersten sieben Ligaspielen der Saison 2023/24 entlassen. 
Am 18. Dezember 2023 wurde er als neuer Cheftrainer des englischen Zweitligisten AFC Sunderland vorgestellt. Er unterschrieb einen Vertrag bis Sommer 2026, Sunderland lag zum Zeitpunkt drei Punkte hinter den Play-off-Rängen. Bereits nach zwölf Pflichtspielen wurde er Mitte Februar 2024 wieder entlassen. Sechs der zwölf Partien wurden verloren, der Entlassung vorangegangen waren Niederlagen gegen die im unteren Tabellendrittel stehenden Klubs Huddersfield Town und Birmingham City.